# Der Mantel (1952)
Der Mantel (Originaltitel: Il cappotto) ist eine italienische Literaturverfilmung von Alberto Lattuada aus dem Jahr 1952. Der Film nach der Erzählung von Gogol lief in Westdeutschland am 29. Mai 1953 an, in der DDR unter dem Titel Gestohlenes Leben einige Wochen später.

## Handlung
Pavia, in den 1930er Jahren. Der kleine Angestellte Carmine De Carmine, von seinen Kollegen verspottet, sozial ohne Bindungen, enttäuscht vom Leben, lebt in einer äußerst bescheidenen Wohnung. Sein größter Wunsch, ein neuer Mantel, bleibt ihm aus finanziellen Gründen verwehrt. Als er zufällig Zeuge einer Absprache wird, erhält er Schweigegeld und kann beim Maßschneider einen Mantel bestellen. Mit diesem nun gut gekleidet, erfährt er gesellschaftliche Anerkennung; sogar die Geliebte des Bürgermeisters, dem er – durch Alkohol befeuert – schon unbequeme Wahrheiten gesagt hat, tanzt mit ihm auf dem Neujahrsfest, was den Amtsinhaber auch nicht erfreut.
Auf dem Nachhauseweg wird De Carmine überfallen und sein Mantel geraubt; nicht nur äußerlich verletzt bittet er um Hilfe, doch er erhält – auch vom Bürgermeister – keine Unterstützung. Carmine stirbt. Aber auch nach seinem Tod lässt er den Leuten nun keine Ruhe: Bei seinem Begräbnis stört sein Leichenwagen Amtshandlungen und sein Geist erscheint dem Bürgermeister, der daraufhin seine Regierungsweise ändert.

## Kritik
„Italienische Filmsatire: eine erschütternde Anklage gegen Ungerechtigkeit und Hartherzigkeit, in Inszenierung und Darstellung hervorragend.“

Jacques Doniol-Valcroze bemerkte in den Cahiers du Cinéma, der Film sei „neben Umberto D. ein in der italienischen Nachkriegsproduktion fast einzigartiger Essay über die Schwierigkeiten des Seins“. Der Film sei Regisseur Lattuadas „bislang persönlichster und zeige die Tiefe seines Talentes“, das erweise die „präzise Art des Vortrags, eine perfekte Bildgestaltung, und die sehr intelligente Regieführung der Schauspieler“.

## Bemerkungen
Der Film lief als einer der italienischen Beiträge bei den Internationalen Filmfestspielen von Cannes 1952. Im Folgejahr gewann Renato Rascel den Nastro d’Argento als bester Darsteller. Im Mai 1954 empfahl die Evangelischen Filmgilde die Produktion als Film des Monats.